# Denise Dupont
Denise Dupont (* 24. Mai 1984 in Glostrup) ist eine dänische Curlerin. Derzeit spielt sie als Third im Team ihrer Schwester Madeleine Dupont.

## Karriere
Sie gewann ihre erste Medaille bei einem internationalen Wettbewerb bei der Europameisterschaft 2002 als Second im Team von Skip Dorthe Holm. Bei den Europameisterschaften 2003 und 2005 gewann sie mit Dorthe Holm die Bronzemedaille. Zwei weitere Bronzemedaillen folgten 2008 und 2009 mit Skip Angelina Jensen.
Dupont hat bislang an zehn Weltmeisterschaften teilgenommen. 2007 unterlag sie mit Jensen im Finale gegen die kanadische Mannschaft um Kelly Scott. Bei der Weltmeisterschaft 2009 verpasste sie mit dem dänischen Team um Jensen den Einzug in das Finale durch eine Niederlage im Halbfinale gegen Schweden mit Skip Anette Norberg. Im Spiel um Platz drei konnten sich die Däninnen aber gegen die kanadische Mannschaft von Jennifer Jones durchsetzen.
Bei den Olympischen Winterspielen 2006 in Turin belegte sie mit der Mannschaft um Skip Dorthe Holm nach einem 9:8 gegen Kanada den 8. Platz. Im Februar 2010 nahm Dupont als Mitglied des dänischen Teams an den Olympischen Winterspielen 2010 in Vancouver (Kanada) teil. Die Mannschaft um Skip Angelina Jensen belegte den fünften Platz. Im Dezember 2017 sicherte sie Dänemark mit ihrer Schwester Madeleine Dupont (Skip), Julie Høgh (Second), Mathilde Halse (Lead) und Lina Knudsen (Alternate) durch einen Finalsieg gegen die italienische Mannschaft um Diana Gaspari beim Olympischen Qualifikationsturnier in Pilsen einen der beiden letzten Startplätze für die Olympischen Winterspiele 2018 in Pyeongchang. Dort kam sie mit dem dänischen Team nach einem Sieg und acht Niederlagen in der Round Robin auf den zehnten und letzten Platz.

## Privatleben
Dupont hat eine Tochter. Ihre jüngere Schwester Madeleine ist auch Curlerin und gehört zum selben Team wie Denise. Ihr Bruder Oliver spielte in der dänischen Männernationalmannschaft unter Skip Rasmus Stjerne. Ihre Mutter Gitte gewann mit dem dänischen Team bei der Weltmeisterschaft 1990 die Bronzemedaille und ihr Vater Kim nahm an den Juniorenweltmeisterschaften 1980 und 1981 teil.

## Aktuelle Teammitglieder
- Madeleine Dupont
- Julie Høgh
- Mathilde Halse
- Lina Knudsen